# Indiavaí
Indiavaí là một đô thị thuộc bang Mato Grosso, Brasil. Đô thị này có diện tích 600,326 km², dân số năm 2007 là 2506 người, mật độ 4,17 người/km².